# مانگاک (ولادیچین خان)
مانگاک (به صربی: Manjak) یک منطقهٔ مسکونی در صربستان است که در ولادیچین خان واقع شده‌است. مانگاک ۳۷۵ نفر جمعیت دارد.